# Kod Leonarda da Vinci
Kod Leonarda da Vinci (ang. The Da Vinci Code) – czwarta powieść sensacyjna Dana Browna. Została ona wydana 18 marca 2003 roku. W latach 2003–2005 sprzedano 40 milionów egzemplarzy książki. Polskie wydanie powieści ukazało się 11 marca 2004 roku nakładem wydawnictwa Sonia Draga.
W 2006 roku powieść została zekranizowana przez Rona Howarda. Główne role zagrali Tom Hanks i Audrey Tautou.

## Fabuła
W Luwrze ofiarą morderstwa pada kustosz Jacques Saunière. Umierając ułożył się nagi w pozie człowieka witruwiańskiego oraz zapisał zaszyfrowane wskazówki na swoim ciele. Policja francuska wzywa do pomocy profesora symboliki religijnej Roberta Langdona. Odkrywa on szereg zakonspirowanych śladów, które pomagają w odnalezieniu mordercy, ale też stanowią klucz do wyjaśnienia zagadki Zakonu Syjonu, tajemniczej organizacji założonej w 1099 roku. Zakon ma strzec bezcenną i zaginioną relikwię Kościoła katolickiego – Świętego Graala. Członkami Zakonu Syjonu mieli być m.in. Leonardo da Vinci i Isaac Newton. Ważną rolę w poszukiwaniach rozwiązania zagadki odgrywa niewielkie urządzenie do przechowywania tajnych informacji o nazwie krypteks.
Kustosz Saunière oddał życie, by ocalić tajemnicę zakonu przed niepowołanymi osobami. Pozostawia on po sobie zagadkę, którą należy rozwiązać w ciągu doby. Elementy zagadki są ukryte w obrazach Ostatnia Wieczerza i Mona Lisa. Langdon musi uciekać zarówno przed mordercą kustosza jak i policją. Jedynym jego sojusznikiem jest agentka policji Sophie Neveu, specjalizująca się w tajnych kodach oraz będąca wnuczką Saunière’a.
W jednym z rozdziałów powieści Neveu i Langdon chronią się w zamku należącym do Teabinga Château Villette. Gospodarz mówi profesorowi i agentce policji, że na fresku Ostatnia Wieczerza Leonardo ukrył anomalie, które są niedostrzegalne lub świadomie ignorowane przez znawców malarstwa. Święty Graal jest zaznaczony za pomocą litery „V”, widoczną między Jezusem a postacią po jego prawej stronie. Znak ma nosić nazwę kielicha i przypominać kobiece łono. Agentka Neveu ma dostrzec w postaci siedzącej obok Jezusa nie Jana Apostoła, a Marię Magdalenę. Teabing dodaje, że w centrum obrazu Leonardo umieścił znak „M”, oznaczający Marię Magdalenę.

## Kontrowersje
Powieść wzbudza duże kontrowersje wśród naukowców zajmujących się życiem i twórczością Leonarda da Vinci. Krytykowane jest przesłanie filmu, jakoby w swoich dziełach Leonardo da Vinci ukrył tajne wiadomości, układy geometryczne oraz niewidoczne obrazy, które udało się odczytać dopiero po pięciuset latach.
Dan Brown w swojej powieści umieścił organizację Zakon Syjonu oraz listę Mistrzów Zakonu Syjonu. Lista ta została stworzona przez francuskiego nacjonalistę i antysemitę Pierre’a Plantarda, który twierdzi, że jedynymi prawowitymi władcami Francji byli Merowingowie, których w 751 roku wypędzili Karolingowie. Zdaniem historyka sztuki i badacza Leonarda da Vinci Martina Kempa Plantard wraz z zubożałym francuskim arystokratą Philippem de Chérisey’em mieli sfabrykować szereg dokumentów, które miały bronić pseudonaukową hipotezę o obaleniu dynastii Merowingów i ukrywaniu prawdziwej historii przez Zakon Syjonu. Na liście Mistrzów Zakonu Syjonu oprócz Leonarda znaleźli się m.in. Nicolas Flamel, Sandro Botticelli, Isaac Newton czy też Victor Hugo.
Wydawnictwo Bantam Press na początku książki zamieściło informację, że postacie, miejsca oraz wydarzenia pojawiające się w powieści są fikcyjne lub są wykorzystane w sposób całkowicie fikcyjny. Jednocześnie Dan Brown na stronie pt. Fakty podał, że w 1975 roku odkryto pergaminy ujawniające tożsamość Wielkich Mistrzów Zakonu Syjonu, tzw. Les Dossiers Secrets, czyli Dossiers Secrets d’Henri Lobineau (fr. tajne akta Henriego Lobineau). W 2007 amerykański badacz Joe Nickell związany z czasopismem „Skeptical Inquirer”, analizujący Kod Leonarda da Vinci, zwrócił uwagę, że w latach 90. XX wieku dowiedziono, iż dokumenty te są fałszerstwem.
Innym pseudonaukowym motywem poruszanym w powieści jest rzekome małżeństwo Jezusa Chrystusa i Marii Magdaleny, ukrywane przez Kościół katolicki. Ich małżeństwo miało dać początek rodowi Merowingów. Idea ta została rozpowszechniona przez pisarza i aktora Henry’ego Lincolna, który w 1982 roku wraz z Michaelem Baigentem i Richardem Leigh wydał powieść Święty Graal, Święta Krew. Autorzy książki zasugerowali, że Graal jest jednocześnie łonem Marii Magdaleny i rodem królów Francji, a nie zaginionym kielichem do wina z Ostatniej Wieczerzy lub naczyniem, w którym znajduje się krew ukrzyżowanego Chrystusa. W 2006 roku Baigent i Leigh pozwali Random House UK (właściciela wydawnictwa Bantam Press) za naruszenie praw autorskich przez Dana Browna poprzez skopiowanie głównych wątków z Świętego Graala, Świętej Krwi w Kodzie Leonarda da Vinci. Sąd orzekł, że powielone wątki są zbyt ogólne lub są na zbyt niskim poziomie abstrakcji, by obejmowały je prawa autorskie. Motyw relacji pomiędzy Jezusem a Marią Magdaleną pojawia się również w książce pt. Templariusze. Tajemni strażnicy tożsamości Chrystusa Lynn Picknett i Clive’a Prince’a.
Zgodnie z tradycją Jan Apostoł jest przedstawiany jako piękny młody człowiek, z jasnymi włosami i pozbawiony zarostu na twarzy. Leonardo nie odszedł od tej reguły malując Ostatnią Wieczerzę.
Bart D. Ehrman, biblista, wytknął Brownowi, że Jezus nie miał tysięcy piśmiennych zwolenników, nie rozważano włączenia do Nowego Testamentu ponad osiemdziesięciu ewangelii, Jezus został uznany za istotę boską jeszcze przed soborem nicejskim, Konstantyn I Wielki nie zamówił nowej Biblii przemilczającej ludzkie cechy Jezusa, dokumenty z Nadż Hammadi nie opowiadają historii Graala, Żydzi nie potępiali celibatu, zwoje z Qumran nie zawierają treści chrześcijańskich, dokument Q nie jest księgą napisaną przez Jezusa i nie został utajniony przez Watykan.

## Kod Edy Vinci
Kod Leonarda da Vinci doczekał się parodii pt. Kod Edy Vinci (ang. The Va Dinci Cod, dosł. „Dorsz Va Dinci”; cod to po angielsku „dorsz”) autorstwa A.R.R.R. (Adama) Robertsa, wydanej w Polsce w 2005. Powieść zaczyna się od śmierci kuratora muzeum Jacques’a Sauny-Lurkera, któremu wepchnięto do tchawicy metrowego dorsza. W powieści pojawia się motyw siostry bliźniaczki Leonarda, Edy, która miała namalować Mona Lisę, podczas gdy jej brat przygotował kopię pozbawioną dorsza, trzymanego przez modelkę.